# Program Apollo
Svemirski program Apollo bio je treći svemirski program s ljudskom posadom Američke civilne Nacionalne aeronautičke i svemirske agencije, (NASA). Program je zaslužan za slanje prvih ljudi na Mjesec. Nakon programa Mercury koji je poslao prve amerikance u svemir, program Apollo je kao svoju prethodnicu oformio program Gemini - prvi američki program s dvočlanom posadom čiji je cilj bio razvoj tehnologija potrebnih za slanje ljudi na Mjesec. Program Apollo kao NASA-in treći svemirski program s ljudskom posadom bio je do tada najveći i najskuplji svemirski program te je između ostalog uključivao velik broj misija bez posade s probnim zadacima te ukupno 11 misija s ljudskom posadom. Od tih 11 misija s posadom njih ukupno devet je poslalo ljude do mjeseca, od čega je šest misija sletilo na samu površinu mjeseca. Dvije misije (Apollo 7 i 9) su obavile zadatak provjere svemirskog broda i opreme u orbiti oko Zemlje, Apollo 8 je prvi poslao ljude u orbitu oko Mjeseca. Misija Apollo 10 je u svojstvu generalne probe za slijetanje provela ispitivanje lunarnog modula u orbiti oko Mjeseca, dok je u konačnici šest misija (Apollo 11, 12, 14, 15, 16 i 17) uspješno sletjelo na Mjesec te vratilo posadu na Zemlju. Iznimno, let Apolla 13 koji se trebao spustiti na Mjesec je zbog eksplozije servisnog modula gotovo završio havarijom, ali se posada ipak uspješno vratila na Zemlju bez slijetanja na mjesec. U ovom programu ukupno 26 ljudi je došlo do Mjeseca, od kojih je 12 ljudi sletilo na mjesec. Oni su izvršili razne površinske eksperimente na mjesečevoj površini koji su uključivali mehaniku tla, seizmička ispitivanja, ispitivanja površinske temperature, magnetskog polja i solarnih vjetrova. 
Nakon početnih misija bez ljudske posade, Apollo 7, u kojoj je testiran Zapovjedni modul  te Apollo 9, koji je testirao  mjesečev modul za slijetanje na mjesec, bile su misije koje su obavljale zadatke u orbiti oko Zemlje. Naredne misije Apollo 8 i Apollo 10 testirale su različite komponente letjelice u orbiti oko Mjeseca, te su snimili fotografije mjesečeve površine. Misije Apolo 11 i Apollo 12 bile su prve misije s uspješnim slijetanjem na Mjesec. Apollo 13 nije uspio sletjeti na mjesečevu površinu zbog problema na uređajima, te je postao najveća akcija spašavanja iz svemira u povijesti svemirskih istraživanja. 
Ukupni trošak Apollo programa koštalo je Sjedinjene Američke Države preko 19 milijardi $ što je bilo 34% proračuna američke Nacionalne aeronautičke i svemirske agencije.

## Počeci
Američki predsjednik Dwight David Eisenhower bio je idejni začetnik ideje o Apollo programu koji je trebao biti nastavak projekta letova u zemaljsku orbitu. Međutim, 1961., dolaskom na vlast američkog predsjednika Johna Fitzgeralda Kennedyja Apollo program je preorijentiran prema osmišljavanju svemirske letjelice s ljudskom posadom koja ima zadaću slijetanja na Mjesec. Tu svoju zamisao John F. Kennedy objavio je 25. svibnja 1961. godine u svome obraćanju američkom Kongresu:
"...vjerujem da se ova nacija samoj sebi treba obvezati da postigne cilj kojim bi prije kraja ovog desetljeća dovela čovjeka na Mjesec i vratila ga sigurno nazad na Zemlju. Ni jedan projekt u svemiru u ovom razdoblju neće biti tako impresivan za čovječanstvo te važniji u dugoročnom istraživanju svemira; i nijedan neće biti tako težak i skup za ostvariti..." (Kongres Sjedinjenih Američkih Država 25. svibnja 1961.) 
Kennedyjevo obraćanje Kongresuⓘ
Gledajući odluku američkog predsjednika u kontekstu vremena, Apollo program je bio velikim dijelom motiviran i geopolitičkim razlozima, a sve u svijetlu hladnog rata i utrke u osvajanju svemira vođenom između Sovjetskog Saveza i SAD-a.

## Od ideje do realizacije
Nakon što je bio poznat cilj cjelokupnog projekta znanstvenici NASA-e dobili su zadatak da ideju pretoče u praktično rješenje. To nije bio nimalo lak zadatak jer jedan od uvjeta je bio odvesti čovjeka na Mjesec i vratiti ga nazad bez rizika po njegov život što je bila vrlo zahtjevna zadaća za tadašnju svemirsku tehnologiju.
Razmotrena su četiri moguća plana: 
- Direktno uspinjanje: Ovim planom je bilo predviđano upućivanje svemirskog broda izravno prema Mjesecu na koji bi sletio i vratio se istim pogonom. Ovaj plan je je zahtijevao puno veću raketu nego ijednu proizvedenu u to vrijeme.
- Susret u Zemljinoj orbiti: Ovaj plan zahtijevao bi lansiranje dvije Saturn V rakete od kojih bi jedna sadržavala letjelicu za Mjesec, a jedna gorivo. Letjelica za Mjesec bi u orbiti bila napunjena gorivom za Mjesec, te bi cjelokupna bila upućena na Mjesec i vratila se nazad.
- Susret na mjesečevoj površini: Ovaj plan bi zahtijevao slanje na Mjesec dva svemirska broda. Jedan brod bi nosio motore pokretače te bi pristao na Mjesec. Isti bi bio praćen od zapovjednog broda pa bi na mjesečevoj površini pokretači bili prebačeni na zapovjedno vozilo kojim bi se astronauti onda vratili na Zemlju.
- Susret u mjesečevoj orbiti: Ovaj plan, koji je bio usvojen 1962., pripisuje se Johnu Houboltu, koristio je tehniku susreta u mjesečevoj orbiti. Prema tome planu svemirska letjelica bi bila modularna, sačinjena od zapovjednog modula, servisnog modula i mjesečevog modula. Servisni modul bi sadržavao sustave za održavanje života za posadu koja se treba sastojati od tri astronauta. Kruženje oko Mjeseca i slijetanje na površinu trebalo je prema planu trajati pet dana, a mjesečev modul bi se s dva astronauta, sa svrhom slijetanja na Mjesec, trebao odvojiti od ostatka letjelice, te nakon obavljenog zadatka vratiti nazad u orbitu gdje bi se ponovno spojio s ostatkom letjelice. U usporedbi s drugim planovima samo bi mali dio svemirskog broda trebao sletjeti na Mjesec pa bi se time na minimum smanjila težina za povratni let s Mjeseca, a time i snaga motora i količina goriva na tom dijelu letjelice. Na mjesečevom modulu bi slijedom toga postojao dio koji bi nakon završetka misije bio lansiran nazad u orbitu te bi se pripojio ostatku letjelice.

Cjelokupna misija bila bi izvedena s jednom raketom Saturn V. Jedina mana koju su isticali kritičari plana je bila u opasnostima koje su proizlazile iz relativno mnogo spajanja i odvajanja dijelova letjelice.

## Letjelica
Apollo je bio trodjelni svemirski brod koji se sastojao od:
- zapovjednog modula kojem je svrha bila služiti kao nastamba za astronaute, te za upravljanje svemirskim letom.
- servisnog modula koji je služio za pogon letjelice i kao logistička podrška cjelokupnoj letjelici i astronautima.
- mjesečevog modula koji je služio da dvojicu astronauta spusti na mjesečevu površinu te ih vrati u mjesečevu orbitu.

## Misije Apollo bez ljudske posade
Prije stvarnog početka svemirskog programa Apollo izvršeno je mnogo testiranja pogonskih raketa i lansirnih rampi, što je bio preduvjet da se uđe u realizaciju samog projekta. Stvarnim vremenom početka realizacije programa mogla bi se smatrati 1966. godina kada su počela testiranja pogonskih raketa koje će kasnije Apollo odvesti u svemir kao i testiranja sastavnih komponenti same svemirske letjelice.
Misije bez ljudske posade bile su sljedeće:
- AS–201 – Prvo lansiranje rakete Saturn IB i prve verzije zapovjednog modula. Lansiranje izvršeno 26. veljače 1966.
- AS–203 – Istraživanje utjecaja bestežinskog stanja na tankove s gorivom rakete Saturn-IVB. Lansiranje izvršeno 5. srpnja 1966.
- AS–202 – Suborbitalni testni let zapovjednog i servisnog modula. Lansiranje izvršeno 25. kolovoza 1966.
- Apollo 4 – Prvo lansiranje rakete Saturn V. Lansiranje izvršeno 9. studenog 1967.
- Apollo 5 – Testiranje mjesečevog modula lansiranog na raketi Saturn IB u zemljinu orbitu. Lansiranje izvršeno 22. siječnja 1968.
- Apollo 6 – Pokušaj lansiranja Zapovjednog modula u mjesečevu orbitu raketom Saturn V. Lansiranje izvršeno 4. travnja 1968.

## Misije Apollo s ljudskom posadom
Sveukupno je bilo jedanaest misija s ljudskom posadom. Od njih su devet bile do mjeseca, a njih je šest završilo spuštanjem ljudi na mjesec

### Apollo 7
Posada: Wally Schirra (zapovjednik), Donn Eisele i Walt Cunningham.
Svemirska letjelica Apollo 7 lansirana je uspješno iz Svemirskog centra John F. Kennedy pored Cape Canaverala na Floridi 11. listopada 1968. Letjelica je stavljena u orbitu od 227.8 x 283.4 kilometra (ili 123 x 153 nautičke milje).
Primarni cilj Apolla 7 bilo je testiranje pogonskih motora, zapovjednog i servisnog modula kao i testiranje posade prilikom ručnog upravljanja letjelicom. Nakon jedanaest dana leta zapovjedni modul je prošao brojne testove, a svi sustavi na letjelici funkcionirali su onako kako je bilo predviđeno. Pogonski sustav zapovjednog modula koji će imati zadaću izbacivanja zapovjednog modula u mjesečevu orbitu funkcionirao je prema planu. 
Misija je obišla zemljinu orbitu 163 puta te iz orbite poslala prve žive televizijske snimke iz svemira koje su mogli promatrati milijuni ljudi širom svijeta. Letjelica je normalno izišla iz orbite, ušla u zemljinu atmosferu te se spustila u Atlantski ocean u blizini Bermudskog otočja sa samo 2 kilometra odstupanja od mjesta gdje je bilo predviđeno mjesto spuštanja.

### Apollo 8
Posada: Frank Borman (zapovjednik), James A. Lovell Jr. i William A. Anders
 Apollo 8 je bio drugi let s ljudskom posadom u programu i prva misija u povijesti s ljudskom posadom koja je ušla u orbitu oko mjeseca. Letjelica je uspješno lansirana 21. prosinca 1968. iz Svemirskog centra John F. Kennedy.  
Prilikom lansiranja prvi puta je s ljudskom posadom korištena raketa Saturn V koja će kasnije biti okosnica svih letova na Mjesec. Zadatak ove misije bio je postići operativno iskustvo posade u upravljanju letjelicom, testirati sustave zapovjednog modula, testirati komunikacijske sustave, te testirati sustave za održavanje života u  orbiti oko Mjeseca. Posada je fotografirala mjesečevu površinu i to s bliže i dalje strane Mjeseca, tako dobivajući topografske podatke i druge znanstveno važne informacije o Mjesecu važne za buduće Apollo misije. Prilikom ove misije astronauti Frank Borman, William A. Anders i James A. Lovell Jr. bili su prvi ljudi koji su vidjeli Mjesec s dalje, Zemlji nevidljive strane. 
Letjelica je težila od 28.817 kilograma što je bila težina zapovjednog i servisnog modula, uključujući potisnike i potrošna sredstva na letjelici. Letjelica i posada uspješno su sletjeli na Zemlju nakon nešto više od šest dana leta.
Na sam Badnjak 1968. godine, trojica astronauta iz Apollo 8 u izravnom televizijskom prijenosu čestitali su Božić svim stanovnicima Zemlje, uz čitanje odlomaka iz Knjige Postanka.

### Apollo 9
Posada: James McDivitt (zapovjednik), David Scott i Russell Schweickart.
Letjelica Apollo 9 lansirana je iz Svemirskog centra John F. Kennedy 3. ožujka 1969. Ovo je bio prvi let u svemir mjesečevog modula s posadom sa zadatkom osposobljavanja mjesečevog modula (zvanog Pauk) za operacije na Mjesecu. Prilikom leta u zemljinoj orbiti koji je trajao deset dana mjesečev modul bio je od ostatka letjelice odvojen približno 70 sati pri čemu je testirano razdvajanje od zapovjednog modula, samostalni let mjesečevog modula i pristajanje uz zapovjedni modul. Kao rezultat nepovoljnog vremena u planiranom pristanišnom području, Apollo 9 je završio je ranije orbitiranje te se uspješno vratio na Zemlju.

### Apollo 10
Posada: Thomas Stafford (zapovjednik), John W. Young i Eugene Andrew Cernan.
Ova Apollo misija bila je druga misija kojoj je zadatak bio uputiti se u orbitu oko Mjeseca s cjelokupnom letjelicom koja se ovaj put sastojala od svih sastavnih dijelova: zapovjednog modula, servisnog modula (kojeg su zvali Charlie Brown) i mjesečevog modula (kojeg su zvali Snoopy). Letjelica Apollo 10 lansirana je uspješno iz Svemirskog centra John F. Kennedy 18. svibnja 1969.
Primarni zadaci ove misije bili su osposobljavanje i testiranje posade, uređaja i letjelice za pružanje podrške letjelici i posadi koja će u sljedećoj misiji izvršiti zadatak slijetanja na Mjesec, kao i testiranje samog mjesečevog modula u uvjetima mjesečeve orbite i okoliša. Može se reći da je ova misija bila generalna proba za stvarno slijetanje na Mjesec u misiji Apollo 11. 
22. svibnja 1969. Thomas Stafford i Eugene Andrew Cernan ušli su u mjesečev modul te aktivirali potisnike kako bi ga odvojili od zapovjednog modula što je uspješno učinjeno pa se mjesečev modul našao u mjesečevoj orbiti što je omogućilo da se približe Mjesecu na do tada najbližu točku od 8,9 km iznad površine. Svi sustavi na mjesečevog modula tijekom samostalnog leta bili testirani uključujući komunikacijske uređaje, pogon, kontrolne uređaje i radar.
Mjesečev i zapovjedni modul spojili su se 23. svibnja nakon 8 sati razdvojenosti i 31 orbite oko Mjeseca. Svi sustavi na letjelici funkcionirali su dobro izuzev sustava za automatsko navođenje mjesečevog modula.
Posada je tijekom leta načinila detaljne fotografije te uputila izravne televizijske snimke mjesečeve površine koje su viđene diljem svijeta. Zapovjedni modul iz ove misije nalazi se u Muzeju znanosti u Londonu.

### Apollo 11
Posada: Neil Armstrong (zapovjednik), Michael Collins i Buzz Aldrin. 
Letjelica Apollo 11 lansirana je uspješno iz Svemirskog centra John F. Kennedy 16. srpnja 1969. Ova misija je bila najslavnija misija programa Apollo koja je prva imala zadatak sletjeti na površinu Mjeseca, nakon izvršenog zadatka uzletjeti i sigurno vratiti ljudsku posadu nazad na Zemlju. 
Letjelica je nakon 76 sati od lansiranja ušla u Mjesečevu orbitu. Nakon odmora Neil Armstrong i Buzz Aldrin ušli su u mjesečev modul kako bi ga pripremili za put prema i slijetanje na mjesečevu površinu. Nakon priprema mjesečev modul s dva astronauta odvojio se od zapovjednog i servisnog modula te krenuo prema Mjesecu. Mjesečev modul sletio je na površinu Mjeseca, na područje Mora mira, 20. srpnja 1969. u 20,17 UTC. Sletjevši, astronauti su pojeli svoj prvi obrok na Mjesecu te odlučili započeti operacije na površini prije nego što je to planirano. Tijekom iskrcavanja na površinu 21. srpnja u 2,56 UTC mjesečev modul je s površine Mjeseca slao živu televizijsku snimku. 
Konverzacija posade mjesečevog modula Apolla 11 s Houstonom prilikom slijetanjaⓘ
Neil Armstrong je u tim povijesnim trenucima izgovorio čuvenu rečenicu "ovo je mali korak za čovjeka ali divovski skok za čovječanstvo". Buzz Aldrin se nedugo nakon toga također pojavio te pješice prešao preko Mjesečeve površine. Tom je prilikom skupljeno preko 23 kilograma materijala s površine Mjeseca koje je kasnije bilo predmet analiza na Zemlji. Nakon završenog zadatka posada je u 17,54 UTC ušla u mjesečev modul te se uspješno odvojila od površine Mjeseca.
Neil Armstrong: "Ovo je mali korak za čovjeka ali divovski skok za čovječanstvo"ⓘ
Nakon uspješnog uspona i ulaska u mjesečevu orbitu mjesečev modul je pristao uz zapovjedni i servisni modul te je cjelokupna letjelica usmjerena ka Zemlji. Dana 24. srpnja letjelica je uspješno sletjela na Zemlju na atol Johnston u blizini Havaja gdje ih je pokupio američki ratni brod. Ovim uspjehom Apolla 11 cilj koji je bio zacrtan programom Apollo bio je postignut. Cjelokupne Sjedinjene Američke Države posadu Apolla 11 dočekale su kao heroje.

### Apollo 12
Posada: Pete Conrad (zapovjednik), Richard F. Gordon, Jr. i Alan Bean.
 Apollo 12 je imao zadaću da se posveti znanstvenom istraživanju Mjeseca skupljajući uzorke unutar pola kilometra od mjesta slijetanja mjesečevog modula. Letjelica Apollo 12 lansirana je uspješno iz Svemirskog centra John F. Kennedy 14. studenog 1969. Nakon što je letjelica ušla u mjesečevu orbitu astronauti Pete Conrad i Alan Bean ušli su u mjesečev modul koji se ubrzo odvojio od zapovjednog modula u kojem je ostao Richard F. Gordon, Jr.
Dana 19. studenog 1969. Mjesečev modul sletio je oko 120 kilometara (75 milja) jugoistočno od kratera Lansberg. Tijekom dviju šetnji po Mjesecu koje su ukupno trajale 7 sati i 45 minuta astronauti su skupljali uzorke s mjesečeva tla kao i geološki važne uzorke dobivene bušenjem tla. Astronauti su također u aluminijsku foliju uhvatili uzorke solarnog vjetra, te snimili mnogo fotografija mjesečeve površine.
Nakon leta nazad letjelica je uspješno sletjela na Zemlju dana 24. studenog 1969. u 20,58 UTC.

### Apollo 13
Posada:  James A. Lovell (zapovjednik), John L. Swigert i Fred W. Haise
Apollo 13 je bila prva misija na kojoj su se pojavili određeni problemi koji su, na sreću po astronaute, uspješno prebrođeni, no misija nije ispunila zadani zadatak. Letjelica Apollo 13 lansirana je uspješno iz Svemirskog centra John F. Kennedy 11. travnja 1970. Trebala je biti upućena sa Zemlje prema mjesečevoj regiji Fra Mauro.
Tijekom prvih 46 sati leta letjelica je bila u dobrom stanju. No devet sati kasnije spremnik s kisikom na servisnom modulu je eksplodirao što je prekinulo dotok zraka, električne energije, svjetla i vode u letjelicu, sve to na udaljenosti od 321.869 kilometara od Zemlje. Zapovjednik James Lovell zamijetio je istjecanje plinova u svemir a u letjelici se počelo teško disati, pa je zapovijeđena promjena plana i okretanje letjelice prema Zemlji. Kako je sustav za navigaciju također bio u kvaru posada se morala orijentirati prema Suncu, a ujedno se morala brinuti kako bi očuvala zalihe kisika i hrane za put prema nazad. Unutrašnjost letjelice se ohladila pa se posada povukla u mjesečev modul, te je čitava kompozicija nakon okreta oko mjeseca ubrzana djelovanjem mjesečeve gravitacije krenula natrag prema zemlji, te su pri ulasku u zemljinu atmosferu odbačeni servisni i mjesečev modul. Prije toga se posada vratila u zapovjedni modul koji je jedini bio predviđen za povratak na zemlju. 
Nakon svih nastalih problema ovako osakaćena letjelica je ipak uspjela prevaliti put pa se posada uspješno dana 17. travnja 1970. u 18:07 UTC spustila u Tihi ocean skoro četiri dana nakon eksplozije.

### Apollo 14
Posada: Alan Shepard (zapovjednik) Stuart Roosa i Edgar Mitchell
Letjelica Apollo 14 lansirana je uspješno iz Svemirskog centra John F. Kennedy 31. siječnja 1971. Planirano mjesto za pristajanje na mjesečevoj površini bila je regija Fra Mauro koja je bila predviđena za slijetanje i u prethodnoj misiji Apolla. Ta mjesečeva regija odabrana je iz razloga što su na njoj najvidljivija razna geološka oblikovanja mjesečeve površine poznata kao Fra Mauro formacije. Samo mjesto slijetanja bilo je vrlo blizu onog mjesta koje je bilo predviđeno za slijetanje Apolla 13.  
Letjelica je na površinu Mjeseca pristala 5. veljače 1971. U mjesečevom modulu su bili zapovjednik Alan Shepard i astronaut Edgar Mitchell koji su na Mjesecu izvršili razne površinske eksperimente što im je bilo olakšano uvođenjem transportera opreme koji je bio novost u odnosu na misiju Apollo 13. Astronauti su na Mjesecu proveli ukupno 9 sati i 21 minutu. Zanimljivost je da netom nakon što je završio svoju mjesečevu šetnju, zapovjednik Alan Shepard bio prva osoba koja je na mjesečevoj površini udarila lopticu za golf.
Nakon uspješnog uspinjanja u mjesečevu orbitu mjesečev modul se spojio sa zapovjednim modulom. Letjelica je usmjerena ka Zemlji te se na nju uspješno spustila 9. veljače 1971.

### Apollo 15
Posada: David Scott (zapovjednik), Alfred Worden i James Irwin. 
Letjelica Apollo 15 lansirana je uspješno iz Svemirskog centra John F. Kennedy 26. srpnja 1971. Apollo 15 je bio misija koja je prva imala mogućnost da na Mjesecu vrši razna ispitivanja u dužem vremenskom periodu zbog svoje poboljšane i naprednije opreme i instrumenata ali i zbog količine opreme koja je ponešena na Mjesec. U funkciju je prvi puta stavljeno 40.000.000 $ vrijedno vozilo za kretanje po Mjesecu koje je moglo doseći brzinu od 16 km/h površinom Mjeseca. Apollo 15 je bila prva u nizu od tri naprednije misije koje su planirane Apollo programom.
Mjesečev modul Apolla 15 je na Mjesec sletio 30. srpnja 1971. Primarni znanstveni ciljevi ove misije bili su promatranje mjesečeve površine, uzimanje uzoraka s površine i njihov pregled kao o promatranje površinskih obličja na unaprijed odabranom području Hadley-Apeninske regije. Posada je obavila tri šetnje po Mjesecu ukupnog trajanja 18 sati i 33 minute. Prvi puta je tijekom uzlijetanja mjesečevog modula s površine Mjeseca odaslana direktna televizijska snimka uzlijetanja te je snimljena šetnja koju je James Irwin obavio u svemirskom prostoru. Letjelica se uspješno spustila na Zemlju 7. kolovoza 1971. u blizini Havaja.

### Apollo 16
Posada: John W. Young (zapovjednik), Thomas K. Mattingly i Charles Duke Jr.
Letjelica Apollo 16 lansirana je uspješno iz Svemirskog centra John F. Kennedy 16. travnja 1972. Posada je uspješno letjelicu dovela na Mjesec te je tijekom boravka na njemu obavila puno zanimljivih eksperimenata i uzela mnogo uzoraka tla. Naročito su bili zanimljivi uzorci tla s ruba jednog kratera koji je nastao udarom meteora.
Na mjesečevoj površini su John W. Young i Charles Duke Jr. obavili tri šetnje u ukupnom trajanju od 20 sati i 17 minuta. Sveukupno njih dvojica su na Mjesecu proveli 71 sat. Nakon obavljenog zadatka mjesečev modul uspješno se odvojio od mjesečeve površine i spojio sa zapovjednim modulom. Kad se letjelica našla u orbiti oko mjeseca posada je otkrila kvar na motoru zapovjednog modula. Stoga je zapovjedni modul otpušten, a nastavak puta je prošao bez njega. Letjelica je na Zemlju uspješno sletjela 27. travnja 1972. u blizini Uskršnjeg otoka u Tihom Oceanu.

### Apollo 17
Posada: Eugene Cernan (zapovjednik), Ronald Evans i Harrison Schmitt.
Prva faza intenzivnog ljudskog istraživanja Mjeseca završila je s misijom Apollo 17. Mnoga znanstvena pitanja u vezi Mjeseca bila su odgovorena tijekom intenzivnog istraživanja koje su učinile misije Apollo. Ova misija imala je zadaću samo produbiti dosadašnja saznanja i opažanja.
Letjelica Apollo 17 lansirana je uspješno iz Svemirskog centra John F. Kennedy 7. prosinca 1972.  Temeljni cilj misije bio je uzeti i istražiti uzorke stijenja s uzvišenja te izvršiti geološka istraživanja uzoraka.
Zapovjednik Eugene Cernan i astronaut Harrison Schmitt, koji je bio profesionalni geolog, obavili su tri šetnje po Mjesecu u ukupnom trajanju od 22 sata i 2 minuta. Ekipa je osim površinskih istraživanja i opažanja obavila i cijeli niz orbitalnih opažanja i snimanja. Tijekom jedne vožnje mjesečevo vozilo doživjelo je prvi sudar i oštećenja. 
Nakon završenih istraživanja mjesečev modul uspješno je uzletio s mjesečeve površine te se, spojivši se s ostatkom letjelice, uputio prema Zemlji. Letjelica je na Zemlju uspješno sletjela 19. prosinca 1972.

### Otkazane misije Apollo
Nakon misije Apollo 17 otkazane su još tri misije i to: Apollo 18, Apollo 19 i Apollo 20 i to zbog smanjenja proračuna namijenjenog daljnjem istraživanju Mjeseca.

## Osporavanja i teorija zavjere
U vezi programa Apollo postoje teorije zavjere prema kojima je NASA lažirala slijetanja na Mjesec kako bi pobijedila SSSR u svemirskoj utrci.

## Značenje programa Apollo za dalji razvoj svemirske tehonologije
Kako su nakon misije Apollo 17 drastično smanjena novčana sredstva namijenjena daljem istraživanju Mjeseca proizvedene rakete Saturn V iskorištene su za ostvarivanje svemirskog programa Skylab, a ostali primjerci rakete postali su muzejski izlošci. 
Sljedeća generacija svemirskih brodova nazvanih Orion, koju NASA trenutačno razvija kao zamjenu za Space Shuttleove, uvelike je inspirirana letjelicama Apollo. Čak će se za pogon gornjeg stupnja rakete-nosača koristi raketni motor J-2X, redizajnirana verzija motora J-2 koji se koristio na raketama Saturn. Jedna od bitnih razlika je što će se letjelice Orion prizemljivati na kopnu za razliku od Apolla koji se prizemljivao na moru. Nadalje, razlika će biti i u tome što će mjesečev modul na Orionu biti posebno lansiran sa Zemlje te će se u zemljinoj orbiti spojiti s ostatkom letjelice, na Mjesec će sletjeti u polarnoj regiji a ne kao Apollo u ekvatorijalnom dijelu Mjeseca, a umjesto da jedan astronaut ostane u letjelici u orbiti oko mjeseca dok se ostali spuštaju na mjesec, kompletna posada će se spustiti na mjesec dok će letjelica Orion bespilotno kružiti u orbiti oko mjeseca.
Apollo program stimulirao je razvoj mnogih područja tehnologije. Računalo koje je bilo namijenjeno navođenju misija Apollo kasnije je iskorišteno u razvoju nuklearnih projektila Minuteman, a također i kao začetak istraživanja i razvoja mikroprocesora. Računalom upravljani stroj koji je izrađivao komponente za letjelice Apollo našao je svoju primjenu pri preciznoj izradi komponenti u raznim područjima tehnologije.
Fotografije i televizijske snimke koje su misije Apollo poslale na Zemlju, uvelike su promijenile poimanje Zemlje i Mjeseca kod čovječanstva koje je shvatilo koliko je naša planeta mala i krhka u svemiru i koliko je njezino očuvanje bitno i presudno za našu budućnost. Snimke su dovele do razmaha znanstveno-fantastične literature i filma te kod mnogih znanstvenika i umjetnika otvorile prostor novih spoznaja koje će jednom u budućnosti dovesti do čovjekovih novih koraka u svemir i kolonizacije novih svjetova.

## Vanjske poveznice
- http://www.nasm.si.edu/collections/imagery/Apollo/apollo.htm  Arhivirana inačica izvorne stranice od 31. srpnja 2008. (Wayback Machine)
- http://www.lpi.usra.edu/expmoon/apollo_landings.html
- http://science.ksc.nasa.gov/history/apollo/apollo.html  Arhivirana inačica izvorne stranice od 13. veljače 2005. (Wayback Machine)
- http://www.apolloarchive.com/apollo_gallery.html